# David Mélé
Pour les articles homonymes, voir Mele (homonymie).

a Compétitions nationales et continentales officielles uniquement.

b Matchs officiels uniquement.
Dernière mise à jour le 26 août 2022.
David Mélé, né le 22 octobre 1985 à Narbonne (Aude), est un joueur français et international espagnol de rugby à XV qui évolue au poste de demi de mêlée. Il évolue successivement à l'USA Perpignan, à Leicester, au Stade toulousain et au FC Grenoble avant de terminer sa carrière en 2018-2019 dans son club formateur perpignanais.

## Biographie
De 2006 à 2013, il joue à l'Union sportive arlequins perpignanais. Il évolue à la mêlée ou à l'ouverture en Top 14 et en Coupe d'Europe.

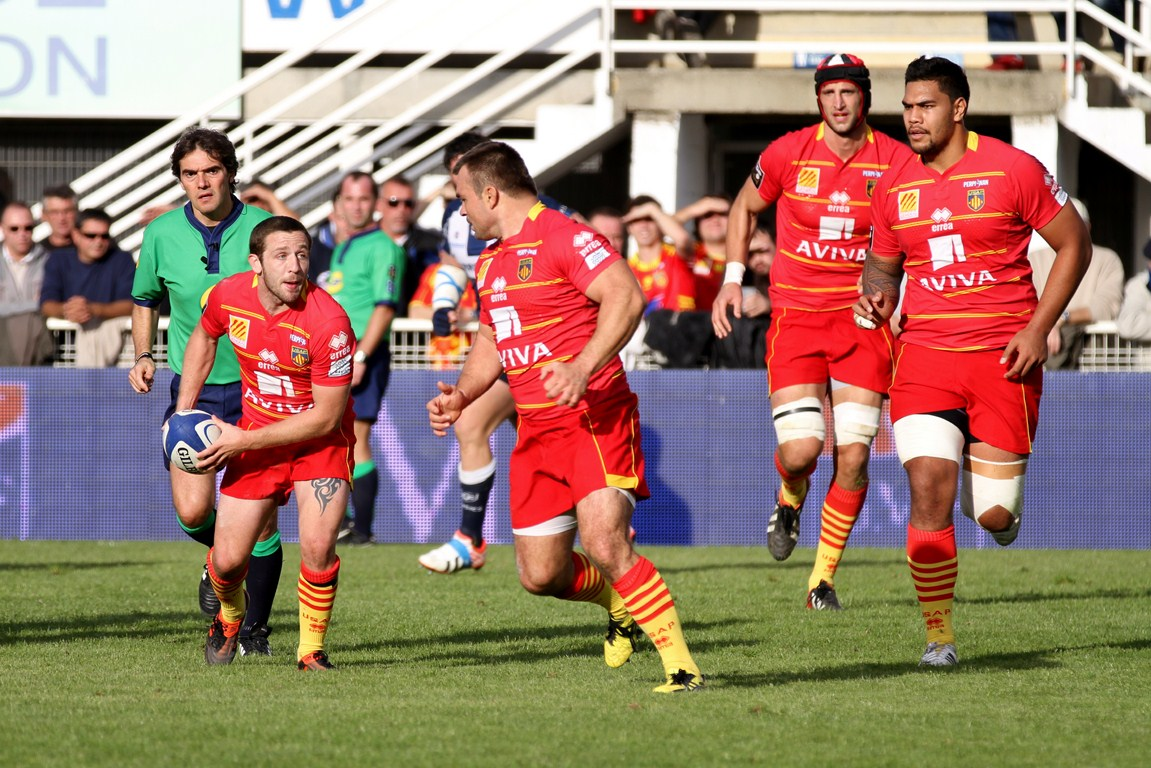
David Mélé sous le maillot de l'USA Perpignan en 2012.

En juin 2009, il participe à la tournée des Barbarians français en Argentine pour affronter le Rosario Invitación XV puis les Pumas,. Les Baa-Baas l'emportent 54 à 30 contre Rosario puis s'inclinent 32 à 18 contre l'Argentine à Buenos Aires.
En 2013, il quitte Perpignan pour rejoindre le club anglais des Leicester Tigers avec qui il dispute la Premiership et la H Cup.
A l'intersaison 2015, il fait son retour dans le championnat de France en portant les couleurs du Stade toulousain, qu'il quittera pour le FC Grenoble la saison suivante. 
En 2018, après avoir permis à Grenoble de retourner en Top 14 grâce à une victoire en barrage d'accession face à Oyonnax, il quitte le club pour retourner jouer à l'USAP.
En 2019, il met un terme à sa carrière de joueur. Il devient entraîneur au sein du centre de formation du club anglais des Leicester Tigers.
A l'intersaison 2021, il intègre le staff du SO Chambéry (Nationale) en tant qu'entraîneur des lignes arrières. Il quitte le club l'année suivante pour intégrer l'encadrement du Stade toulousain, dirigé par Ugo Mola, et prendre en charge l'entraînement de la technique individuelle des joueurs.

## Palmarès
Avec l'USA Perpignan
- Championnat de France :
  - Champion (1) : 2009
  - Vice-champion (1) : 2010
- Coupe Frantz Reichel :
  - Champion (1) : 2005

Avec le FC Grenoble
- Barrage d'accession au championnat de France
  - Vainqueur (1) : 2018

En sélection
- Tournoi à 7 FIRA en Géorgie :
  - Vainqueur : 2007

## Sélections internationales
- Barbarians français pour la tournée de juin 2009 en Argentine.
- France à 7 pour les tournois FIRA Andorre 2006 et Géorgie 2007
- 5 sélections avec l'équipe d'Espagne de rugby à XV en 2019 et 2020 (39 points)